# 76mm tankový kanón M1940 F-34

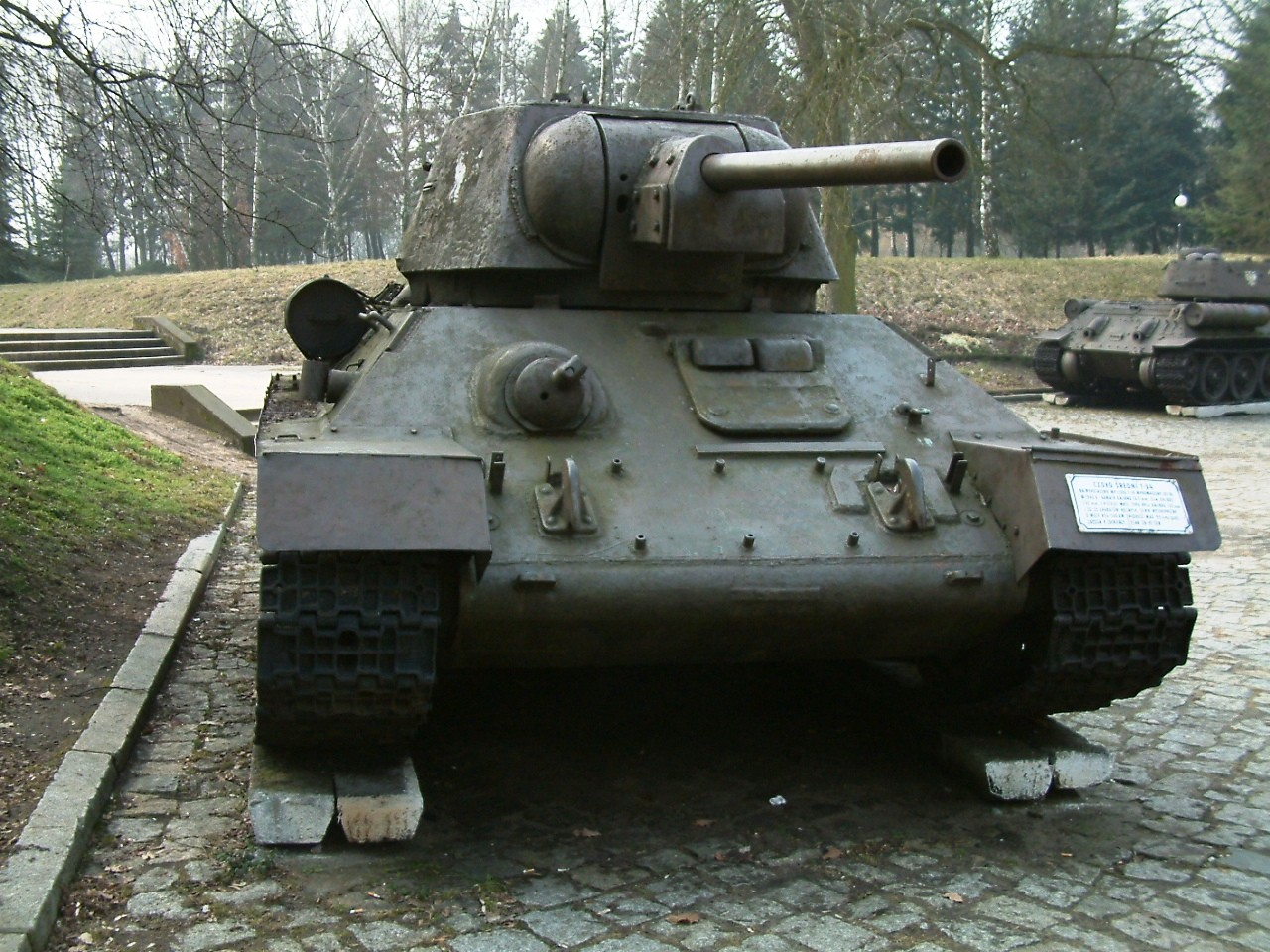
F-34 byl standardní kanón středního tanku T-34. Zde je T-34 Model 1943.

76mm tankový kanón M1940 F-34 (76-мм танковая пушка обр. 1940 г. Ф-34) byl sovětský tankový kanón ráže 76,2 mm použitý v tanku T-34/76. Upravená verze kanónu, 76mm tankový kanón M1941 ZiS-5 (76-мм танковая пушка обр. 1941 г. ЗиС-5), byl během druhé světové války použit v tancích KV-1. V dnešní době jsou tyto dvě verze často označovány pouze podle svých továrních označení, a to „F-34“ a „ZiS-5“.
F-34 byl navržen před začátkem druhé světové války P. Muravjovem z konstrukční kanceláře Vasilije Grabina v továrně č. 92 v Gorkém. Zbraň byla nadřazena oběma dosavadním kanónům ráže 76,2 mm - F-32 z Gorkého a L-11 z Leningradského Kirovova závodu. Původní typ tanku T-34 model 1940 byl v době německého útoku na Sovětský svaz ještě vyráběn s kanónem L-11.
Později byl kanón F-34 v tancích T-34 nahrazen kanóny D-5T a ZiS-S-53 ráže 85 mm. 
Několik kanónů F-34 bylo také použito na tancích M4A2 Sherman, které SSSR získal díky zákonu o půjčce a pronájmu. Tanky byly známé jako M4M.